# Ralph Weber (Skirennfahrer)
Ralph Weber (* 31. Mai 1993 in St. Gallen) ist ein ehemaliger Schweizer Skirennfahrer. Er gehörte dem A-Kader von Swiss-Ski an und galt als Allrounder. 2012 wurde er Juniorenweltmeister im Super-G sowie Vize-Juniorenweltmeister in der Abfahrt. Zudem konnte er 2013 die Europacup-Abfahrtswertung gewinnen und wurde von der Schweizer Sporthilfe zum Nachwuchssportler des Jahres 2012 gekürt. Seine besten Platzierungen im Weltcup stellen die 10. Plätze in den Abfahrten von Santa Caterina am 28. Dezember 2014 und von Wengen am 18. Januar 2020 dar.

## Biografie
Ralph Weber stammt aus Gossau und bestritt schon früh Skirennen. Im Final des Grand Prix Migros, des bedeutendsten Kinderskirennens der Schweiz bis zum 15. Altersjahr, wurde er einmal Zweiter. Zudem gewann er zweimal das internationale Kinderskirennen in Wangs-Pizol. Ab 2006 nahm er an verschiedenen interregionalen sowie nationalen Wettkämpfen teil, wo er sich in der Saison 2007/08 an den Schweizer Meisterschaften seiner Altersklasse die Silbermedaille in der Abfahrt sowie die Bronzemedaille in der Kombination sichern konnte. Er besuchte damals die Sportschule Glarnerland in Netstal und ging 2008 weiter ans Sportgymnasium in Davos, wo er Ende Juni 2013 die Matura abschloss.
Im Mai 2010 wurde Weber durch Erfolge wie den Gewinn des Schweizer Juniorenmeistertitels in einer FIS-Abfahrt in Veysonnaz mit Startnummer 95 ins C-Kader von Swiss-Ski aufgenommen. In der Saison 2010/11 schloss er an den Junioren-Weltmeisterschaften mit dem 9. Rang in der Abfahrt sowie dem 17. Rang im Super-G ab. In der darauffolgenden Saison fuhr er am 8. März 2012 das erste Mal in einer Europacup-Abfahrt auf das Podest und wurde Zweiter in Sarntal/Reinswald. An den Junioren-Weltmeisterschaften in Roccaraso fuhr er am ersten Wettkampftag in der Abfahrt auf den zweiten Platz, einen Tag später, am 3. März 2012, gewann er den Juniorenweltmeistertitel im Super-G. Mit diesem Titel holte er sich seinen ersten Startplatz im Weltcup. Am 15. März 2012 feierte er sein Weltcup-Debüt beim Weltcup-Final in Schladming, wo er 22. im Super-G wurde. Weber holte sich in derselben Saison noch den Vize-Schweizer-Meistertitel bei der Elite in der Super-Kombination. Er stieg nach dieser Saison vom C- in das B-Kader von Swiss-Ski auf.
Am 10. Januar 2013 feierte Weber seinen ersten Europacupsieg in der Abfahrt von Wengen. Mit zwei weiteren Podestplätzen sicherte er sich den Gewinn der Abfahrtswertung mit einem Vorsprung von 148 Punkten auf den Zweitplatzierten. Im April 2013 wurde er von der Stiftung Schweizer Sporthilfe als Nachwuchssportler des Jahres geehrt, der bedeutendsten Auszeichnung im Nachwuchssport in der Schweiz. Die Saison 2013/2014 musste er verletzungsbedingt abbrechen, nachdem er am 26. Februar 2014 an den Juniorenweltmeisterschaften gestürzt war und eine Luxation des Ellenbogengelenks sowie Prellungen erlitten hatte. Trotzdem beendete er die Abfahrtswertung noch auf dem 5. Schlussrang, wobei noch zwei Rennen auf dem Programm standen. Für Aufsehen sorgte er in dieser Saison an der verkürzten Lauberhornabfahrt in Wengen: Als zweitjüngster Fahrer lag er bei der letzten Zwischenzeit auf dem 18. Rang, schied dann aber im Ziel-S aus. Weber blieb in dieser Saison weiter ohne Weltcuppunkte.
Am 28. Dezember 2014 gewann Weber die ersten Weltcup-Punkte, als er in der Abfahrt von Santa Caterina überraschend auf den 10. Platz fuhr. Dieses Ergebnis erzielte er beim zweiten Versuch, da er während seiner ersten Fahrt nach rund 50 Sekunden abgewinkt wurde und nochmals zum Start hinaufgefahren werden musste. Es blieb bisher (September 2022), zusammen mit dem 10. Platz in der Abfahrt von Wengen am 18. Januar 2020, sein bestes Ergebnis im Weltcup, in dem er bislang insgesamt siebenmal in die Top 15 fuhr. Am 22. Februar 2015 hatte er sich mit dem 25. Rang von Saalbach-Hinterglemm die ersten Weltcup-Punkte auch im Super-G geholt. Sein bestes Ergebnis im Weltcup-Super-G ist bisher der 11. Platz von Val Gardena am 18. Dezember 2015.
Im Europacup der Saison 2014/15 erreichte Weber mit dem 3. und 1. Rang der Abfahrten in Val-d’Isère am 21./22. Januar 2015 zwei Podestplätze. Das Gleiche gelang ihm in der Saison 2015/16 mit dem 2. und 1. Rang der Abfahrten in Davos am 26./27. Januar 2016. Einen weiteren Podestplatz erreichte er erst wieder am 18. März 2018 als Dritter der Abfahrt in Soldeu. Podestplätze erreichte er auch in der Saison 2019/20, als er am 10. Dezember 2019 den Super-G von Davos gewann und in den beiden Abfahrten von Wengen am 10./11. Januar 2020 jeweils Dritter wurde. Auch in der Saison 2020/21 gewann er einen Super-G, am 7. Dezember 2020 in Zinal, und erreichte zudem drei weitere Podestplätze mit dem dritten Rang im Super-G am 19. Januar 2021 in Zinal und den zweiten Rängen in den Abfahrten von Sella Nevea am 24./25. Februar 2021. In der Saison 2021/22 konnte er am 13. Dezember 2021 den Super-G von Santa Caterina und am 9. Februar 2022 die Abfahrt von Kvitfjell gewinnen. Weitere Podestplätze erreichte er als Dritter und Zweiter in den Abfahrten von Santa Caterina am 11./12. Dezember 2021 sowie als Dritter am 13. Januar 2022 in der Abfahrt von Tarvisio. Die guten Leistungen im Europacup brachten ihm in der Saison 2019/20 den 5. Rang in der Super-G-Wertung, 2020/21 den 4. Rang in der Gesamtwertung, den 2. Rang in der Super-G- sowie den 7. Rang in der Abfahrtswertung und 2021/22 schliesslich den 3. Rang in der Gesamtwertung und den 1. Rang in der Abfahrtswertung ein.
In den FIS-Rennen gewann er sechs Wettbewerbe: die Kombination am 9. Februar 2017 in Sarntal, die Abfahrten am 8. April 2015 in Val Gardena, am 9. Februar 2017 in Sarntal und am 24. März 2022 in St. Moritz sowie die Super-Gs am 18. Dezember 2013 und am 10. Februar 2017 in Sarntal.
Am 24. März 2021 wurde er in Zinal Schweizer Meister in der Abfahrt.
Mitte Februar 2024 gab Weber bekannt, dass er seine Karriere nach der Abfahrt in Kvitfjell vom 17. Februar 2024 beenden werde. Er begründete diese Entscheidung damit, dass er nach einem Bandscheibenvorfall in der Vorsaison nicht mehr an seine früheren Leistungen anknüpfen konnte und sich auch mental nicht mehr bereit fühle, an die Grenzen zu gehen. Weber hatte damit genau 100 Weltcuprennen in seiner Karriere bestritten.
Weber schloss sich mit seinem ehemaligen Schweizer  Konkurrenten Gilles Roulin zusammen und gründete mit No Border E-Commerce Schweiz GmbH ein Unternehmen für E-Commerce Fulfillment.

## Erfolge

### Weltcup
- 2 Platzierungen unter den besten zehn in Einzelrennen
- 1 Podestplatz bei Mannschaftswettbewerben

### Weltcupwertungen
| Saison  | Gesamt | Gesamt | Abfahrt | Abfahrt | Super-G | Super-G | Kombination | Kombination |
| Saison  | Platz  | Punkte | Platz   | Punkte  | Platz   | Punkte  | Platz       | Punkte      |
| ------- | ------ | ------ | ------- | ------- | ------- | ------- | ----------- | ----------- |
| 2014/15 | 108.   | 32     | 41.     | 26      | 50.     | 6       | –           | –           |
| 2015/16 | 63.    | 154    | 36.     | 39      | 23.     | 99      | 28.         | 16          |
| 2016/17 | 112.   | 26     | 51.     | 4       | 32.     | 22      | –           | –           |
| 2017/18 | 101.   | 36     | –       | –       | 37.     | 21      | 25.         | 15          |
| 2018/19 | 157.   | 1      | –       | –       | 60.     | 1       | –           | –           |
| 2019/20 | 99.    | 51     | 36.     | 38      | –       | –       | 31.         | 13          |
| 2020/21 | 95.    | 44     | 31.     | 40      | 52.     | 4       | –           | –           |
| 2021/22 | 114.   | 25     | 48.     | 11      | 41.     | 14      | –           | –           |

### Europacup
- Saison 2011/12: 9. Abfahrtswertung
- Saison 2012/13: 1. Abfahrtswertung, 7. Super-Kombinations-Wertung
- Saison 2013/14: 2. Super-Kombinations-Wertung, 5. Abfahrtswertung
- Saison 2019/20: 5. Super-G-Wertung
- Saison 2020/21: 4. Gesamtwertung, 2. Super-G-Wertung, 7. Abfahrtswertung
- Saison 2021/22: 3. Gesamtwertung, 1. Abfahrtswertung
- 24 Podestplätze, davon 8 Siege:

| Datum             | Ort            | Land       | Disziplin         |
| ----------------- | -------------- | ---------- | ----------------- |
| 10. Januar 2013   | Wengen         | Schweiz    | Abfahrt           |
| 7. Februar 2014   | Sarntal        | Italien    | Super-Kombination |
| 22. Januar 2015   | Val-d’Isère    | Frankreich | Abfahrt           |
| 25. Januar 2016   | Davos          | Schweiz    | Abfahrt           |
| 10. Dezember 2019 | Santa Caterina | Italien    | Super-G           |
| 7. Dezember 2020  | Zinal          | Schweiz    | Super-G           |
| 13. Dezember 2021 | Santa Caterina | Italien    | Super-G           |
| 9. Februar 2022   | Kvitfjell      | Norwegen   | Abfahrt           |

### Juniorenweltmeisterschaften
- Crans-Montana 2011: 9. Abfahrt, 17. Super-G
- Roccaraso 2012: 1. Super-G, 2. Abfahrt
- Québec 2013: 6. Abfahrt

### Weitere Erfolge
- 1 Schweizer Meistertitel (Abfahrt 2021)
- 6 Siege in FIS-Rennen